# Campionat d'Alemanya de trial indoor
El Campionat d'Alemanya de trial indoor, regulat per la federació alemanya de motociclisme, DMSB (Deutscher Motor Sport Bund), és la màxima competició de trial indoor que es disputa a Alemanya. Es disputa d'ençà de 1994. La modalitat a l'aire lliure, Campionat d'Alemanya de trial, es disputa d'ençà de 1960.

## Llista de guanyadors
A 1 de gener de 2015
| Temporada | Campió                | Motocicleta |
| --------- | --------------------- | ----------- |
| 1994      | Jens Ter Jung         | Beta        |
| 1995      | Jens Ter Jung         | Gas Gas     |
| 1996      | Horst Hoffmann        | Fantic      |
| 1997      | Andreas Lettenbichler | Beta        |
| 1998      | Andreas Lettenbichler | Scorpa      |
| 1999      | Andreas Lettenbichler | Montesa     |
| 2000      | Fabio Lenzi           | Gas Gas     |
| 2001      | Fabio Lenzi           | Gas Gas     |
| 2002      | Carsten Stranghöner   | Sherco      |
| 2003      | Tadeusz Blazusiak     | Gas Gas     |
| 2004      | Tadeusz Blazusiak     | Gas Gas     |
| 2005      | Martin Kroustek       | Beta        |
| 2006      | Amós Bilbao           | Montesa     |
| 2007      | Alexz Wigg            | Gas Gas     |
| 2008      | Alexz Wigg            | Montesa     |
| 2009      | Michael Brown         | Sherco      |
| 2010      | Michael Brown         | Sherco      |
| 2011      | Michael Brown         | Gas Gas     |
| 2012      | Mirco Kammel          | Gas Gas     |
| 2013      | Albert Cabestany      | Sherco      |
| 2014      | Mirco Kammel          | JTG         |